# Humanisme català
Humanisme català és la denominació emprada per una part de la crítica tradicional (Rubió, Riquer) per designar el moviment humanista en la Corona d'Aragó. Tradicionalment, el terme humanisme s'ha utilitzat per caracteritzar la literatura catalana classicitzant sorgida de la nova situació sociopolítica i religiosa de les dues darreres dècades del segle xiv i gran part del segle xv. Aquests textos mostren un interès més profund i més conscient per la cultura grecollatina i introdueixen innovacions culturals que, tot i que no suposen una ruptura radical amb el pensament medieval, marquen tanmateix el trànsit cap al món modern. Per això s'ha tendit a designar aquesta primera etapa com prehumanisme.
El prehumanisme català se singularitza enfront del corrent general pel fet de ser un moviment molt primerenc i d'acusada personalitat, precisament a causa del seu lligam amb els orígens italians, els seus epígons, rics i diversos, difereixen a més del curs més comú, que generalment desemboca en un fort Renaixement. El valor d'aquest moviment en les lletres catalanes radica sobretot en el fet que presenta uns trets humanístics molt remarcables, mentre que en altres literatures europees, en ser més tardans, no es manifesten tan nítids.

## Característiques
L'Humanisme és un fenomen cultural ampli, que no pot reduir-se en sentit restrictiu al fenomen de l'expansió dels studia humanitatis, com tampoc pot limitar-se a l'ús de la llengua llatina, ja que és un moviment cultural i intel·lectual que afecta la concepció de la persona humana (Batllori) i transcendeix l'àmbit merament textual. L'amplitud s'explica perquè l'humanisme comporta un rescat del classicisme, com a conseqüència del rebuig de les velles fórmules del sistema escolàstic. Deixant de banda moments anteriors en què ressorgeix l'Antiguitat, com succeeix al segle xii, s'entén per moviment humanista per antonomàsia el que arrenca dels trescentistes italians, Dante, Boccaccio i Petrarca, bé que encara com a precursors. La seva primerenca repercussió en l'àmbit de la Corona d'Aragó no es circumscriu solament a referències admiratives, les quals ja es documenten poc temps després de la mort de Petrarca. A més, s'elaboren obres de mimesi, com el Griselda de Bernat Metge, construït sobre el Griseldis de Petrarca i redactat, “en un preciós i cristal·lí català humanístic”, així com excel·lents obres originals, les quals constitueixen grans textos de la humanitat.
El caràcter de les obres i autors principals de l'àmbit català sobresurt en el context humanístic per l'originalitat i per ser extraordinàriament atrevit i revolucionari, trets que va afavorir la proximitat als orígens italians. Així, fins i tot una obra mimètica com el Griselda es fa ressò de la controvèrsia entre Petrarca i Boccaccio al voltant del relat. D'aquesta manera, Metge genera una dialèctica ideològica amb el mateix pare de l'humanisme, fet que no es percep en les altres nombroses versions europees de la història.
Altres notes peculiars d'aquest  primer humanisme són l'ús primerenc de la llengua vernacla per a obres del màxim nivell, com succeeix en el diàleg classicista Lo somni, també de Bernat Metge, atès que en general l'influx humanístic s'acusa posteriorment i en obres en llatí. En aquest àmbit cal tenir en compte, a més, una valuosa producció llatina, la qual ofereix un conjunt humanístic de gran interès, tot i que, com succeeix en altres literatures, es dona en els gèneres més propis del moviment (epístoles, biografies i tractats).
Igualment, té un gran relleu la important tasca traductora, la qual va servir en diversos casos, de pont envers el regne de Castella. Són dignes de comentar les versions catalanes de les grans obres italianes (Divina Comèdia i Decameró, ambdues de 1429), i també que es recullin molt aviat els símptomes d'exigència quant al tractament del text (Ferrer Saiol). Un altre tret rellevant és l'ombra hel·lènica, la qual es manifesta de manera precoç en algunes obres de les lletres catalanes d'aquest període. En aquesta línia, cal destacar la tasca precursora de Joan Fernández de Heredia (1310-1396), Gran Mestre de l'Hospital, impulsor en el seu escriptori de traduccions a l'aragonès d'autors grecs com Plutarc o Tucídides. Per aquesta via van arribar a mans d'humanistes rellevants com el florentí Coluccio Salutati (ca.1331-1406), a qui se li atribueix precisament la difusió de l'expressió ciceroniana studia humanitatis, compendi del programa educatiu de l'humanisme.
Així mateix, són característiques literàries en les obres principals en llengua catalana d'aquest primer humanisme el pes de l'humor i la influència de la Divina Comèdia. No obstant això, per bé que s'hi aprecia el prestigi de la figura de Petrarca, per damunt hi sobresurt l'ascendència del Decameró, que combina missatge moral i sentit alliberador. La nota característica del primer humanisme, la hibridació de cristianisme i classicisme -és a dir, la ruptura només amb una part de la tradició- és també un senyal ferm d'aquestes obres en català.
No és exclusiu d'aquest primer humanisme però sí molt accentuat l'enriquiment del text mitjançant la imitatio. La importància de les fonts, com ja va assenyalar Martí de Riquer en la seva edició de l'Obra completa de Metge (1959), no només és significativa pels valors culturalistes sinó que és capital per a les interpretacions d'aquests textos. L'anàlisi d'aquest joc clandestí (descobert ja per l'humanista Ferran Valentí, al segle XV), s'ha incrementat força en els darrers decennis del xx. Ara bé, el valor és sovint oposat segons es consideri o no humanista l'autor, ja que en cas negatiu s'al·lega que les fonts s'empraven per a lluïment o benefici propi, i consegüentment es llegeix l'obra com a medievalitzant. És el cas del Llibre de Fortuna e Prudència de Metge, en el qual escarneix la vella manera de discórrer, tal com se'n riu dels sermons en el poema del Sermó. És important, de tota manera, quan crítics diferents aporten per a un mateix passatge una font clàssica i una cristiana, ja que això incideix en la línia en què insistia aquest autor, la de mostrar l'avinença d'ambdues tradicions.
Tres grans gèneres es renovaran mitjançant els textos en llengua catalana: el diàleg, la narrativa i la poesia. El primer, a més de fer reviure el gènere dialogístic sota una perspectiva d'objectivitat, la qual cosa trigarà segles a produir-se en altres literatures, pot considerar-se que anticipa el gènere de l'assaig, pel seu atractiu i mal·leabilitat. La narrativa inicia el gènere de la novel·la en llengua romànica amb la novel·la cavalleresca, en la qual aporta les dues grans obres: el Curial e Güelfa i el Tirant lo Blanc. Això s'explica perquè la cavalleria era un important entorn laic que s'iniciava aleshores en la cultura, com prova la figura del cavaller humanista. La poesia, ja des d'Ausiàs March, es desprèn definitivament de l'estereotip provençal, avançant profundes preocupacions humanes.

## Evolució
Quant a la gènesi, cal tenir en consideració que la literatura en català no només comptava amb un passat ferm de gloriós esplendor pel que fa al cabal tradicional, sinó també amb la precedència de la figura del gran filòsof Ramon Llull (1232-1316). Llull no solament deixa assentats els fonaments de la llengua i imprimeix un segell de marcat cristianisme, sinó que, a més, destaca per l'orientació filosòfica racionalista o l'afany d'apertura i diàleg, coincidint amb moltes de les preocupacions i interessos del seu coetani, Dante (1265-1321).
Els contactes amb Itàlia, tant comercials com intel·lectuals, van afavorir l'assimilació del nou corrent en aquestes terres, tal com ha estudiat Miquel Batllori. L'inici se situa, doncs, en els orígens o il primo secolo dell'umanismo, rememorant el títol de Georg Voigt. Aquest és un període en què exerceix un paper fonamental la circulació de les idees a través dels viatges i les relacions personals, com posteriorment l'exerciran les Universitats. A més del deute amb Itàlia, cal tenir en compte l'apertura a França, ja que el seu influx, accentuat per parentius i matrimonis reials, era també una via de penetració cultural i intel·lectual.
La vehiculació d'idees -així com d'actituds, a causa del reflex moral i l'abast de la renovació experimentada- es va introduir en la península Ibèrica a través de la Corona d'Aragó. Aquest fet, a més de l'impuls natural de veïnatge, es va veure reforçat en conviure a Nàpols, a la cort d'Alfons el Magnànim, humanistes d'ambdues corones, la de Castella i la d'Aragó. D'aquesta manera el moviment s'anirà desplaçant cap a occident, afectant, ja avançat el segle xv, el regne de Portugal.
Les etapes del moviment a la Corona d'Aragó, que tradicionalment s'organitzaven per regnats, s'han plantejat posteriorment per espais urbans, atès que els nuclis a l'entorn dels quals sorgeixen els autors són Barcelona, Nàpols i València successivament. A cada un d'ell es crea un context molt acusat i singular, que determina la creació literària.
El primer, al voltant de la Cancelleria Reial de Barcelona, en la qual es trobaven Metge i el seu cercle d'amistats, va rebre la repulsa de la mentalitat tradicional, com bé es percep a Lo somni. Nàpols, enmig d'un ambient d'alta moda i de gran nivell humanístic, gira al voltant de la cort plurilingüe del Magnànim. I el tercer, a l'entorn de la pròspera ciutat de València, acull múltiples manifestacions, fins i tot plurilingües, que revelen una societat en autèntica ebullició. Aquesta ciutat i Universitat, les més obertes als nous corrents en el segle xvi, comptaran amb humanistes com Pere Joan Nunyes i Frederic Furió i Ceriol. Tanmateix, convé recordar que aquesta etapa de l'humanisme no deriva directament d'aquells orígens, sinó que es vincula a les figures de Nebrija, Erasme i Vives. És llavor quan penetra a la Corona d'Aragó l'humanisme renaixentista.
L'humanisme renenaixentista és un moviment intel·lectual, filosòfic i cultural europeu estretament lligat al Renaixement, l'origen del qual cal situar a la Itàlia del segle xv (especialment a Florència, Roma i Venècia) i s'expressava en llatí. És per això que als anys vuitanta, estudiosos com Francisco Rico i L. Badia van defensar que calia emprar el terme humanisme en sentit restrictiu per a referir-se a l'activitat filològica dels llatinistes i hel·lenistes professionals dels segles XV i XVI. Des dels anys 90, tanmateix, a partir dels estudis de Miquel Batllori es recupera la tradició gràcies a una fructífera recerca que, iniciada per Júlia Butinyà, continua creixent fins a l'actualitat, amb una ferma col·laboració internacional, com subratllen les recents traduccions de les obres principals.
En l'actualitat, bé mitjançant estudis, bé a través de recopilacions bibliogràfiques, ha quedat assentada l'entitat d'aquest primer humanisme català, tot i que se n'imposa la investigació i la difusió, atès l'immerescut desconeixement de què gaudeixen en el conjunt internacional textos de tan gran vàlua. La importància d'aquestes recerques, ben recents, s'incrementa en tractar-se l'edat mitjana de la principal producció de la literatura catalana. Així mateix, un encaix en aquest nervi central humanista ofereix un panorama coherent, des de la precedència de Llull fins a l'humanisme cristià de Joan Lluís Vives. Al marge del moviment humanístic, en canvi, les lletres catalanes són difícils d'explicar. A més, és rellevant considerar que, en ser introductores en la península Ibèrica, requereixen especial atenció les relacions que es van establir entre les literatures hispàniques, així com les repercussions a tots els nivells: sociològic, lingüístic, literari, etc.
La comunitat literària hispànica va participar conjuntament en el lent i complex transvasament d'una època a altra, com va succeir a Europa. Les mentalitats no van seguir sempre el mateix ritme, com tampoc va passar en les altres literatures europees o, de fet, en la majoria dels moviments culturals. Però la reintroducció de les lletres clàssiques va implicar un procés que va repercutir molt positivament en la literatura vernacla i, en part també, en la societat de l'època.

## Autors i obres principals
Obres principals i, a més, representants molt pures de les notes humanistes són la novel·la Curial e Güelfa i el diàleg Lo somni. Més coneguda és Tirant lo Blanc, l'obra de Joanot Martorell, que formaria un gran triumvirat amb les anteriors. El conjunt d'autors valencians del segle xv, on hi ha personalitats tan importants com Ausiàs March, Francesc Eiximenis, Felip de Malla, Jacme Roig, Isabel de Villena…, no acusa, tanmateix, cap figura plenament humanista. Capten alternadament trets difusos, constituint una bona mostra de la instauració gradual de les notes que acabarien definint la modernitat.

### Bernat Metge:Lo somni
El barceloní Bernat Metge (ca.1340-1413) és l'autor que configura una nova prosa en català, escrita segons el noble tractament de la llatina. Alhora, és un excel·lent exponent de la ideologia humanista, que es difonia, amb problemes i lentament, però amb contundència. Així, per a alguns, és el primer humanista europeu o el primer pensador laic de la Península, perquè el cercle que, tot i minoritari, palesa amb major promptitud l'impacte d'aquesta sensibilitat és el de la Cancelleria.
Lo somni és un testimoni d'aquests orígens, en què el canvi era un profund revulsiu. És per això, no només per l'atreviment i lucidesa de la posició, sinó també per la data (1399), que l'obra és una autèntica primícia. Es tracta d'un text d'un gran valor humanístic: la primera mostra en llengua vernacla d'un diàleg en la tradició platonicociceroniana. La riquesa de la conjunció de fonts utilitzades per Metge és remarcable: autors de la tradició cristiana, clàssics i italians, com sant Agustí, sant Gregori, Cassiodor, Boeci, Ciceró, Ovidi, Virgili, Valeri Màxim, Sèneca, Horaci. Entre tots sobresurten Boccaccio i Petrarca, el gran mestre del moviment. Sobre el Secretum petrarquesc articula Metge la construcció del seu propi diàleg.
L'obra s'estructura en quatre llibres. Al llibre I, on es recullen els més destacats arguments a favor de la immortalitat de l'esperit, comptant amb les diverses tradicions, dialoga Metge amb el seu amic, recentment traspassat, el rei Joan I d'Aragó. Al II, de marcada ascendència dantesca, es fonamenta la moral cristiana, mentre es burla la mentalitat medievalitzant. En el III, en què els interlocutors són mitològics, el cantor mític Orfeu i l'endeví Tirèsies, es produeix un gir moral. Tirèsies defensa una misogínia basada en el Corbaccio mentre Orfeu sosté el valor de l'amor humà. En el IV Metge ataca Tirèsies, enaltint la dona com a símbol de virtut, amb figures de l'Antiguitat clàssica, i criticant de manera aspra els homes del seu temps, com a representants del vici.
Així mateix, s'ha subratllat el rebuig de la filosofia escolàstica i la proximitat als postulats humanístics en una altra obra de Metge, el Llibre de Fortuna e Prudència. Metge hi desplega un ric conjunt de fonts i estableix il·luminadores connexions amb Llull i sant Agustí. Aquest poema narratiu s'ha qualificat com un text d'estructura medieval que planteja un conjunt de reflexions eticofilosòfiques en una dimensió humanista.

### La cort napolitana d'Alfons el Magnànim:Curial e Güelfa
A mitjan segle xv, en la cort napolitana d'Alfons el Magnànim (1442-1458) es desenvolupa un influent nucli cultural. És el moment en què l'influx del moviment humanista arriba al cim. El rei s'envolta d'homes de lletres aragonesos, catalans, castellans i italians. Figures capdavanteres de l'humanisme italià com Lorenzo Valla, Leonardo Bruni o Antonio Beccadelli conviuen amb poetes hispànics. En aquest entorn apareix una obra literària d'altura, el Curial e Güelfa, síntesi original de la tradició cavalleresca i cortesa i els postulats classicistes.
Aquesta novel·la anònima en llengua catalana va ser redactada, probablement a Itàlia, cap a 1450. Desconeguda fins al segle xix, el seu primer editor (1901), Rubió i Lluch, la va intitular amb el nom dels dos protagonistes principals. És una barreja de novel·la cavalleresca i de novel·la sentimental que narra les gestes que el montferratès Curial ha de realitzar per tot Europa i els països mediterranis per fer-se mereixedor de la mà de la Güelfa, vídua del senyor de Milà. L'autor s'inspira en una hibridació de fonts medievals i clàssiques. Són bàsics la Divina Comèdia, de Dante, i els comentaris en llatí i en vulgar de l'obra mestra del florentí, les obres de Boccaccio, en especial el Decameró, i alguns autors clàssics com Virgili i Ovidi.
És, igualment, receptiu als nous corrents humanístics que predominen en l'alta cultura literària italiana del segle xv. Malgrat que l'onomàstica i els ambients que recrea són fonamentalment italians, la novel·la denota també una forta influència de la narrativa francesa medieval. Presenta una llengua molt treballada, molt influïda per Boccaccio, en la qual s'integren creativament la variació diatòpica i la diastràtica.
S'han realitzat diverses edicions filològiques del text a partir de 1901 (Ramon Aramon 1930-1933; Ramon Miquel i Planas 1932; Antoni Ferrando 2007; Lola Badia/Jaume Torró 2018). El seu anonimat i els problemes d'interpretació que això comporta l'han perjudicat enfront del Tirant lo Blanc. Ha estat estudiada en els darrers decennis per Lola Badia, Júlia Butinyà, Montserrat Piera, Anton Espadaler i Antoni Ferrando entre d'altres i traduïda a nombroses llengües estrangeres. La publicació d'uns Estudis lingüístics i culturals sobre el «Curial e Güelfa» (2012), coordinats per Antoni Ferrando, va suposar un avenç científic considerable per a la comprensió de la novel·la i del context científic que la va fer possible, i va afavorir l'impuls de fructíferes línies de recerca sobre la caracterització lingüística del text, la seva gènesi i interpretació. Malgrat que l'obra no es presenta com a manual per a la formació del bon cavaller, aquesta finalitat sembla implícita. El Curial no està exempt d'una possible intencionalitat política a favor dels interessos de la Corona d'Aragó a Itàlia, en connexió amb el conflicte per la successió de la reina Joana II de Nàpols, així com d'una actitud reivindicativa dels valors i actituds que encarna l'humanisme.
En aquesta línia interpretativa els estudis més recents han comportat avenços extremadament notoris. Juan Francisco Mesa ha subratllat la connexió amb els comentaris llatins de la Divina Comèdia i els ambients neoplatònics de la Itàlia del Quatre-cents. Sònia Gros ha destacat la presència de Boccaccio i la reescriptura conscient de la tradició amatòria dels clàssics grecollatins en la novel·la. Abel Soler ha explorat minuciosament el context de creació de l'obra -la cort napolitana del Magnànim-, ha fet importants avenços en el descobriment de noves fonts, que situen la gènesi de l'obra a cavall de Milà i Nàpols, i ha formulat una hipòtesi d'autoria del text molt sòlida, suggerint la figura del camarlenc reial Enyego d'Àvalos, impulsor d'edicions i traduccions d'obres clàssiques llatines i col·laborador de grans humanistes italians com Filelfo i els germans Decembrio, per a una novel·la que considera exemple de la cavalleria umanistica, és a dir, molt connectada amb l'esperit humanista de les corts principesques italianes.

## La literatura valenciana
El final de segle produeix l'altra gran novel·la cavalleresca de les lletres catalanes, el Tirant lo Blanc, obra del cavaller valencià Joanot Martorell, concebuda en un entorn valencià, tot i que amb un escenari geogràfic internacional. Aquesta obra denota una accentuada vena hedonista i manifesta trets més pròpiament renaixentistes que humanistes, com l'acusada renovació formal o la concepció de la Fortuna. Al Tirant se suma la poesia intimista d'Ausiàs March, la refinada exquisidesa formal de la producció profana (les anomenades proses mitològiques) i religiosa (Lo Cartoixà) de Roís de Corella i una variada i abundant producció dramàtica, narrativa, didàctica i religiosa, amb figures tan notables com Jaume Roig, Isabel de Villena, Bernat Fenollar, Jaume Gassull i Narcís Vinyoles. En alguns d'aquests textos es percep sovint l'estímul de les traduccions dels clàssics, responsables en gran manera de la innovació cultural i literària.
En aquest moment, no obstant això, perd força l'element humanístic i, malgrat l'aspecte classicista, algunes obres presenten, quant al contingut, tocs medievalitzants. En aquesta etapa les obres mostren ja una adaptació coherent i mesurada a la nova moda, amb una progressiva complexitat de la llengua, més pendents dels aspectes formals, en detriment de la primacia del contingut. Aquest declivi sobtat ha donat peu a diverses hipòtesis, que fins i tot arriben a qüestionar l'existència del moviment humanista en les lletres catalanes.

## Els estudis actuals sobre l'humanisme català
Actualment s'accepta l'existència del moviment humanista en les lletres catalanes per part de la generalitat d'investigadors (filòlegs, historiadors, filòsofs, etc.). S'ha superat l'etapa de defensa acarnissada de l'humanisme català en la primera meitat del segle XX i la del revisionisme negador dels últims decennis.
Els darrers estudis s'orienten a aprofundir des de perspectives diverses en els trets humanístics presents en algunes de les obres i autors emblemàtics dels segles xiv, xv i xvi. Subratllen la complexitat del moviment, la transició respecte al període anterior i la relectura conscient de les fonts clàssiques. Tot això contextualitzat en el conjunt hispànic i europeu, en el qual els textos catalans d'aquest moment excel·leixen per la revaloració estilística de la llengua catalana, la hibridació de cristianisme i classicisme o l'afirmació personal de l'individu.